# Quality Street (snoep)

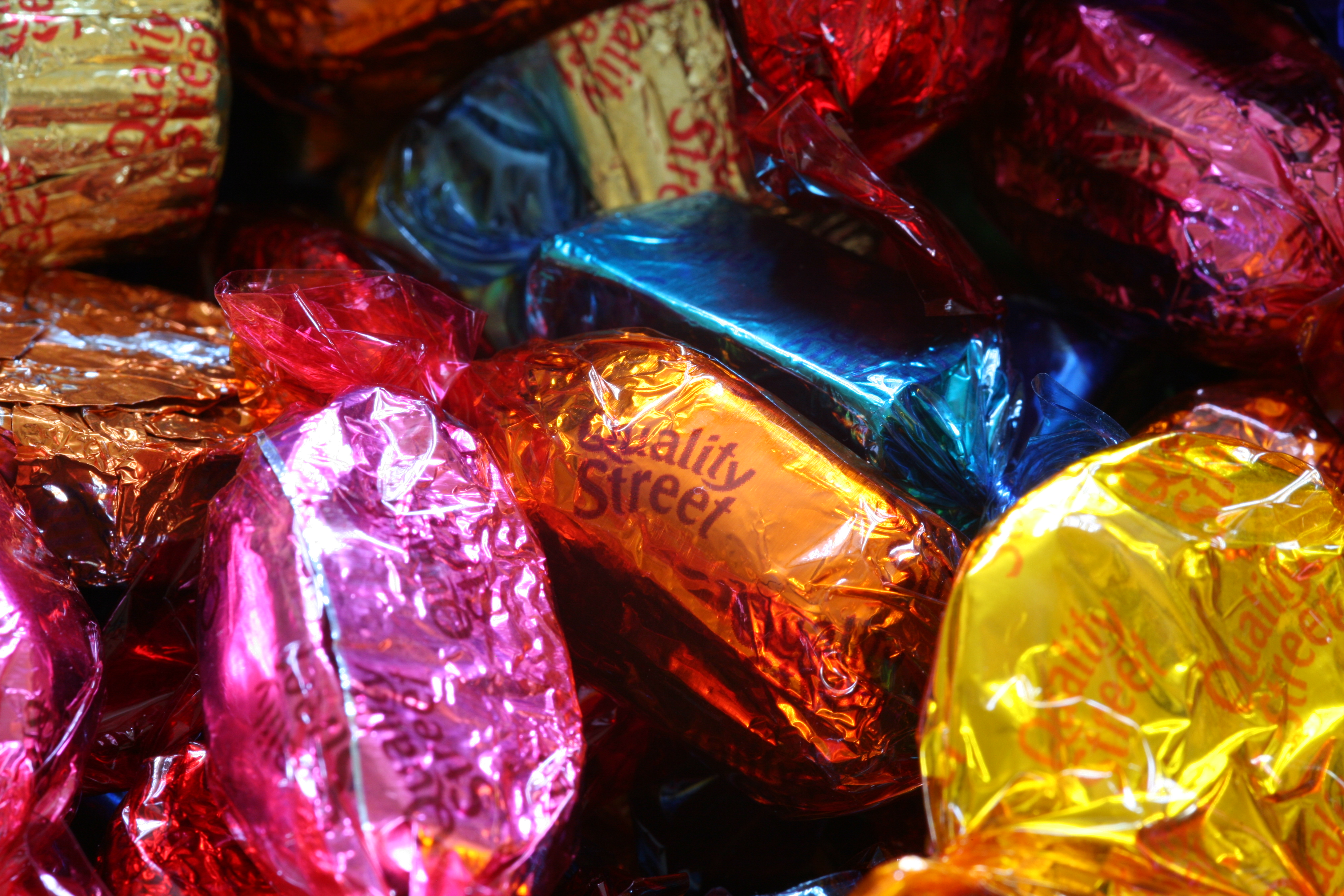
Quality Street bonbons

Quality Street is de merknaam van een reeks snoepjes in de vorm van bonbons.
Quality Street werd in 1936 gecreëerd door de firma Mackintosh's met als origine Halifax, West Yorkshire in het Verenigd Koninkrijk en vernoemd naar het gelijknamige toneelstuk van James Barrie, dat toen verfilmd werd. Quality Street wordt door Nestlé verspreid.
De snoepjes bestaan in 14 soorten en zitten telkens afzonderlijk verpakt in blauwe, groene, paarse, bruine, gele, rode, oranje en roze papiertjes. Elke soort heeft een eigen vulling. Quality Street bestaat in ronde blikken, trommels en in zeshoekige kartonnen doosjes. Op de trommel staat een afbeelding van twee personages uit het toneelstuk. De achtergrond is steeds paars.
Het is sinds 2024 niet langer in de supermarkt verkrijgbaar in Nederland, maar nog wel bij de Action.